# Eishockey-Weltmeisterschaft der Frauen 2017
Die 20. Eishockey-Weltmeisterschaften der Frauen der Internationalen Eishockey-Föderation IIHF waren die Eishockey-Weltmeisterschaften des Jahres 2017. Insgesamt nahmen zwischen dem 10. Dezember 2016 und dem 21. April 2017 37 Nationalmannschaften an den fünf Turnieren der Top-Division sowie der Divisionen I bis II teil. Zusätzlich nahmen fünf Nationalteams an einem Qualifikationsturnier für die Division II B teil, welches im Dezember 2016 in Taipeh, der Hauptstadt der Republik China (Taiwan) ausgetragen wurde.
Der Weltmeister wurde zum achten Mal insgesamt und zum vierten Mal in Folge die Mannschaft der Vereinigten Staaten, die im Finale Kanada mit 3:2 in der Verlängerung bezwang. Die deutsche Mannschaft zählte zur Überraschung des Turniers und erreichte als Vorjahresaufsteiger das Halbfinale. Nach Niederlagen gegen den späteren Weltmeister und Finnland stand mit dem vierten Platz die bis dato beste WM-Platzierung zu Buche. Die Schweiz konnte in der provisorisch ausgetragenen Abstiegsrunde den Gang in die Division IA abwenden und belegte den siebten Rang. Das Team aus Österreich verpasste mit dem zweiten Platz in der Gruppe A der Division I nur knapp den Aufstieg in die Top-Division und erreichte mit dem zehnten Gesamtrang – wie schon im Jahr 2015 – seine beste Platzierung überhaupt.

## Teilnehmer, Austragungsorte und -zeiträume
- Top-Division: 31. März bis 7. April 2017 in Plymouth, Michigan, USA
Teilnehmer:  Deutschland (Aufsteiger),  Finnland,  Kanada,  Russland,  Schweden,  Schweiz,  Tschechien,  USA (Titelverteidiger)

- Division I
  - Gruppe A: 15. bis 21. April 2017 in Graz, Österreich
Teilnehmer:  Dänemark,  Frankreich,  Japan (Absteiger),  Norwegen,  Österreich,  Ungarn (Aufsteiger)
  - Gruppe B: 8. bis 14. April 2017 in Katowice, Polen
Teilnehmer:  Volksrepublik China,  Italien,  Kasachstan,  Lettland,  Polen (Aufsteiger),  Slowakei (Absteiger)

- Division II
  - Gruppe A: 2. bis 8. April 2017 in Gangneung, Südkorea
Teilnehmer:  Australien (Aufsteiger),  Großbritannien,  Niederlande (Absteiger),  Nordkorea,  Slowenien,  Südkorea
  - Gruppe B: 27. Februar bis 5. März 2017 in Akureyri, Island
Teilnehmer:  Island,  Mexiko,  Neuseeland,  Rumänien (Aufsteiger),  Spanien,  Türkei

- Qualifikation zur Division IIB: 12. bis 17. Dezember 2016 in Taipeh, Republik China (Taiwan)
Teilnehmer:  Belgien (erste Teilnahme seit 2015),  Bulgarien,  Republik China (Taiwan) (Neuling),  Hongkong,  Südafrika

 Kroatien verzichtete nach dem Abstieg aus der Gruppe A der Division II im letzten Jahr auf eine Teilnahme am Turnier der Gruppe B der Division II, wodurch der eigentliche sportliche Absteiger Türkei in der Gruppe B verblieb.

## Top-Division
Die Top-Division der Weltmeisterschaft wurde vom 31. März bis 7. April 2017 in der US-amerikanischen Stadt Plymouth im Bundesstaat Michigan ausgetragen. Gespielt wurde in den beiden Hallen der USA Hockey Arena mit 3.504 Plätzen (Halle I) respektive 800 Plätzen (Halle II). Insgesamt besuchten 20.034 Zuschauer die 22 Turnierspiele, was einem Schnitt von 910 pro Partie entspricht.
Am Turnier nahmen acht Nationalmannschaften teil, die in zwei leistungsmäßig abgestuften Gruppen zu je vier Teams spielten. Dabei bildeten die vier Halbfinalisten des Vorjahres die Gruppe A. Die Ziffern in Klammern benennen die Platzierungen in der IIHF-Weltrangliste.
| Gruppe A     | Gruppe B        |
| USA (1)      | Schweden (5)    |
| Kanada (2)   | Tschechien (9)  |
| Russland (4) | Schweiz (6)     |
| Finnland (3) | Deutschland (8) |

Im Vorfeld des Turniers erwogen die nominierten Spielerinnen des US-amerikanischen Teams einen Boykott des Turniers, nachdem der US-amerikanische Verband dem Frauenteam eine größere Unterstützung und Gehaltszahlungen in nicht-olympischen Jahren verweigert hatte. Erst als sich auch das Herrenteam solidarisch zeigte, lenkte der Verband ein. Das Frauenteam verwarf danach den Boykott.
Während des Turniers kam es in der Vorrunde zu zahlreichen bemerkenswerten Spielausgängen. In der Gruppe B konnte Aufsteiger Deutschland seine ersten beiden Spiele gegen Schweden und Tschechien gewinnen, womit sie sich überraschenderweise als Gruppenerster für das Viertelfinale qualifizierte. In der Gruppe A unterlag Kanada am zweiten Turniertag den Finninnen mit 3:4. Es war die erste Niederlage der Kanadierinnen im Rahmen der Welttitelkämpfe gegen eine andere Nation außer der Vereinigten Staaten. In der Folge war es jedoch das deutsche Team, das die Konkurrenz weiter überraschte. Durch einen 2:1-Viertelfinalsieg über Russland erreichte erstmals ein Aufsteiger das Halbfinale. Zudem war es das beste Resultat Deutschlands im Rahmen der Welttitelkämpfe.
Den Weltmeistertitel sicherte sich zum achten Mal insgesamt und zum vierten Mal in Folge die Mannschaft der Vereinigten Staaten, die im Finale Kanada mit 3:2 in der Verlängerung bezwang. Den dritten Platz belegte Finnland, das sich im Kampf um die Bronzemedaille gegen den Aufsteiger Deutschland durchsetzte. Aufgrund der sukzessiven Aufstockung der Top-Division auf zehn Mannschaften zur Weltmeisterschaft 2019 stieg keine Mannschaft in die Division IA ab.

### Modus
Nach den Gruppenspielen der Vorrunde qualifizierten sich der Gruppenerste und -zweite der Gruppe A direkt für das Halbfinale. Der Dritte und Vierte derselben Gruppe erreichte das Viertelfinale. In der Gruppe B galt dies für den Gruppenersten und -zweiten. Die Teams im Viertelfinale bestritten je ein Qualifikationsspiel zur Halbfinalteilnahme. Der Dritte und Vierte der Gruppe B bestritten provisorisch eine Best-of-Three-Runde um den siebten Platz sowie den Abstieg in die Division IA. Aufgrund der sukzessiven Aufstockung der Top-Division stieg letztlich aber keine Mannschaft ab.

### Austragungsorte
| \| Plymouth \|                       |
| Austragungsort der Weltmeisterschaft |
| Plymouth                             |

| Plymouth |

### Vorrunde

#### Gruppe A
| 31. März 2017 16:00 Uhr (Ortszeit) | 31. März 2017 22:00 Uhr (MESZ) | Finnland R. Välilä (26:06) | 1:2 (0:0, 1:0, 0:2) Spielbericht | Russland F. Kadirowa (42:19) J. Smolenzewa (59:10) | USA Hockey Arena II, Plymouth Zuschauer: 146 |

| 31. März 2017 19:35 Uhr | 1. April 2017 1:35 Uhr | USA B. Decker (37:54) G. Marvin (44:49) | 2:0 (0:0, 1:0, 1:0) Spielbericht | Kanada | USA Hockey Arena I, Plymouth Zuschauer: 3.152 |

| 1. April 2017 15:35 Uhr | 1. April 2017 21:35 Uhr | Russland | 0:7 (0:1, 0:3, 0:3) Spielbericht | USA A. Kessel (18:47) K. Coyne (32:08) J. Lamoureux-Davidson (33:04) J. Lamoureux-Davidson (39:37) B. Decker (49:15) K. Coyne (59:39) B. Decker (59:53) | USA Hockey Arena I, Plymouth Zuschauer: 1.919 |

| 1. April 2017 19:35 Uhr | 2. April 2017 1:35 Uhr | Kanada M.-P. Poulin (19:08) B. Turnbull (24:21) R. Johnston (40:36) | 3:4 (1:1, 1:2, 1:1) Spielbericht | Finnland S. Hakala (18:42) P. Nieminen (21:01) S. Tapani (26:49) R. Savolainen (58:19) | USA Hockey Arena I, Plymouth Zuschauer: 780 |

| 3. April 2017 15:35 Uhr | 3. April 2017 21:35 Uhr | Kanada J. Wakefield (14:30) E. Clark (15:33) J. Wakefield (16:51) N. Spooner (18:37) E. Ambrose (31:01) B. Jenner (44:56) M. Agosta (46:41) S. Potomak (59:19) | 8:0 (4:0, 1:0, 3:0) Spielbericht | Russland | USA Hockey Arena I, Plymouth Zuschauer: 516 |

| 3. April 2017 19:35 Uhr | 4. April 2017 1:35 Uhr | USA H. Knight (12:21) K. Coyne (23:33) H. Knight (35:43) H. Brandt (52:25) J. Lamoureux-Davidson (59:00) | 5:3 (1:1, 2:1, 2:1) Spielbericht | Finnland S. Tapani (4:46) J. Hiirikoski (39:36) M. Karvinen (49:04) | USA Hockey Arena I, Plymouth Zuschauer: 1.368 |

| Pl. |          | Sp | S | OTS | OTN | N | Tore  | Punkte |
| 1.  | USA      | 3  | 3 | 0   | 0   | 0 | 14:03 | 9      |
| 2.  | Kanada   | 3  | 1 | 0   | 0   | 2 | 11:06 | 3      |
| 3.  | Finnland | 3  | 1 | 0   | 0   | 2 | 08:10 | 3      |
| 4.  | Russland | 3  | 1 | 0   | 0   | 2 | 02:16 | 3      |

Abkürzungen: Pl. = Platz, Sp = Spiele, S = Siege, OTS = Siege nach Verlängerung (Overtime) oder Penaltyschießen, OTN = Niederlagen nach Verlängerung oder Penaltyschießen, N = Niederlagen

Erläuterungen: Halbfinalqualifikant, Viertelfinalqualifikant

#### Gruppe B
| 31. März 2017 12:00 Uhr | 31. März 2017 18:00 Uhr | Tschechien T. Vanišová (34:18) | 1:2 n. P. (0:0, 1:0, 0:1, 0:0, 0:1) Spielbericht | Schweiz E. Raselli (56:15) C. Meier (PS) | USA Hockey Arena I, Plymouth Zuschauer: 428 |

| 31. März 2017 15:35 Uhr | 31. März 2017 21:35 Uhr | Schweden L. Johansson (26:11) | 1:3 (0:0, 1:3, 0:0) Spielbericht | Deutschland N. Eisenschmid (22:40) M. Anwander (38:47) A. Lanzl (39:08) | USA Hockey Arena I, Plymouth Zuschauer: 480 |

| 1. April 2017 12:00 Uhr | 1. April 2017 18:00 Uhr | Tschechien A. Lédlová (49:40) | 1:2 (0:0, 0:1, 1:1) Spielbericht | Deutschland J. Zorn (34:39) L. Kluge (58:23) | USA Hockey Arena I, Plymouth Zuschauer: 496 |

| 1. April 2017 18:00 Uhr | 2. April 2017 0:00 Uhr | Schweiz N. Bullo (33:25) | 1:2 (0:1, 1:0, 0:1) Spielbericht | Schweden H. Olsson (5:24) L. Johansson (46:48) | USA Hockey Arena II, Plymouth Zuschauer: 168 |

| 3. April 2017 12:00 Uhr | 3. April 2017 18:00 Uhr | Deutschland M. Delarbre (40:23) A.-M. Fiegert (55:22) | 2:4 (0:3, 0:0, 2:1) Spielbericht | Schweiz L. Stalder (11:22) A. Müller (12:00) A. Müller (15:05) A. Müller (59:08) | USA Hockey Arena I, Plymouth Zuschauer: 404 |

| 3. April 2017 18:00 Uhr | 4. April 2017 0:00 Uhr | Schweden J. Fällman (15:48) J. Fällman (25:12) F. Rask (27:59) | 3:1 (1:1, 2:0, 0:0) Spielbericht | Tschechien M. Pejzlová (10:39) | USA Hockey Arena II, Plymouth Zuschauer: 111 |

| Pl. |             | Sp | S | OTS | OTN | N | Tore | Punkte |
| 1.  | Deutschland | 3  | 2 | 0   | 0   | 1 | 7:6  | 6      |
| 2.  | Schweden    | 3  | 2 | 0   | 0   | 1 | 6:5  | 6      |
| 3.  | Schweiz     | 3  | 1 | 1   | 0   | 1 | 7:5  | 5      |
| 4.  | Tschechien  | 3  | 0 | 0   | 1   | 2 | 3:7  | 1      |

Abkürzungen: Pl. = Platz, Sp = Spiele, S = Siege, OTS = Siege nach Verlängerung (Overtime) oder Penaltyschießen, OTN = Niederlagen nach Verlängerung oder Penaltyschießen, N = Niederlagen

Erläuterungen: Viertelfinalqualifikant, Abstiegsrundenqualifikant

### Abstiegsrunde
Die Relegationsrunde wurde im Modus Best-of-Three ausgetragen. Hierbei trafen der Dritt- und Viertplatzierte der Gruppe B aufeinander. Die Mannschaft, die von maximal drei Spielen zuerst zwei für sich entscheiden konnte, verblieb in der WM-Gruppe, der Verlierer stieg vorbehaltlich in die Division IA ab. Aufgrund der sukzessiven Aufstockung der Top-Division auf zehn Mannschaften verblieb der Verlierer nach einer Entscheidung der IIHF im Mai 2017 aber auch in der Top-Division.
| 4. April 2017 12:00 Uhr (Ortszeit) | 4. April 2017 18:00 Uhr (MESZ) | Schweiz L. Stalder (52:23) L. Altmann (54:05) | 2:4 (0:2, 0:1, 2:1) Spielbericht Stand: 0:1 | Tschechien T. Vanišová (14:29) K. Mrázová (18:59) A. Lédlová (30:43) A. Lédlová (59:42) | USA Hockey Arena I, Plymouth Zuschauer: 355 |

| 6. April 2017 12:00 Uhr | 6. April 2017 18:00 Uhr | Tschechien T. Vanišová (28:39) T. Vanišová (43:55) | 2:3 n. V. (0:0, 1:2, 1:0, 0:1) Spielbericht Stand: 1:1 | Schweiz N. Bullo (32:59) L. Stalder (39:47) C. Meier (64:26) | USA Hockey Arena I, Plymouth Zuschauer: 478 |

| 7. April 2017 12:00 Uhr | 7. April 2017 18:00 Uhr | Schweiz D. Rüegg (7:01) A. Müller (9:35) L. Stalder (41:03) | 3:1 (2:1, 0:0, 1:0) Spielbericht Stand: 2:1 | Tschechien T. Vanišová (11:28) | USA Hockey Arena I, Plymouth Zuschauer: 457 |

### Finalrunde
|  | Viertelfinale    | Viertelfinale | Viertelfinale |    |             | Halbfinale | Halbfinale  | Halbfinale |    |          | Finale           | Finale           | Finale           |
|  |                  |               |               |    |             |            |             |            |    |          |                  |                  |                  |
|  |                  |               |               |    |             | A1         | USA         | 11         |    |          |                  |                  |                  |
|  | A4               | Russland      | 1             |    |             | B1         | Deutschland | 0          |    |          |                  |                  |                  |
|  | B1               | Deutschland   | 2             |    |             |            |             |            |    | A1       | USA              | 3                |                  |
|  |                  |               |               |    | A2          | Kanada     | 2           |            |    |          |                  |                  |                  |
|  |                  |               |               | A2 | Kanada      | 4          |             |            |    |          |                  |                  |                  |
|  | A3               | Finnland      | 4             |    |             | A3         | Finnland    | 0          |    |          | Spiel um Platz 3 | Spiel um Platz 3 | Spiel um Platz 3 |
|  | B2               | Schweden      | 0             |    |             |            |             |            | A3 | Finnland | 8                |                  |                  |
|  |                  |               |               | B1 | Deutschland | 0          |             |            |    |          |                  |                  |                  |
|  |                  |               |               |    |             |            |             |            |    |          |                  |                  |                  |
|  | Spiel um Platz 5 |               |               |    |             |            |             |            |    |          |                  |                  |                  |
|  | A4               | Russland      | 4             |    |             |            |             |            |    |          |                  |                  |                  |
|  | B2               | Schweden      | 3             |    |             |            |             |            |    |          |                  |                  |                  |

#### Viertelfinale
| 4. April 2017 15:35 Uhr (Ortszeit) | 4. April 2017 21:35 Uhr (MESZ) | Finnland S. Säkkinen (4:19) L. Välimäki (6:55) J. Hiirikoski (23:03) S. Tapani (48:53) | 4:0 (2:0, 1:0, 1:0) Spielbericht | Schweden | USA Hockey Arena I, Plymouth Zuschauer: 397 |

| 4. April 2017 19:35 Uhr | 5. April 2017 1:35 Uhr | Russland A. Schtschukina (2:36) | 1:2 (1:0, 0:1, 0:1) Spielbericht | Deutschland K. Spielberger (34:44) M. Delarbre (49:12) | USA Hockey Arena I, Plymouth Zuschauer: 486 |

#### Spiel um Platz 5
| 6. April 2017 17:00 Uhr | 6. April 2017 23:00 Uhr | Russland L. Beljakowa (42:30) F. Kadirowa (50:47) O. Sossina (53:48) F. Kadirowa (PS) | 4:3 n. P. (0:1, 0:1, 3:1, 0:0, 1:0) Spielbericht | Schweden J. Fällman (17:07) J. Fällman (20:42) P. Winberg (57:52) | USA Hockey Arena II, Plymouth Zuschauer: 102 |

#### Halbfinale
| 6. April 2017 15:35 Uhr | 6. April 2017 21:35 Uhr | Kanada S. Potomak (17:35) M.-P. Poulin (25:08) R. Johnston (27:33) E. Clark (55:31) | 4:0 (1:0, 2:0, 1:0) Spielbericht | Finnland | USA Hockey Arena I, Plymouth Zuschauer: 1.166 |

| 6. April 2017 19:35 Uhr | 7. April 2017 1:35 Uhr | USA H. Knight (1:06) K. Stack (8:47) K. Coyne (22:02) E. Pfalzer (22:38) J. Lamoureux-Davidson (23:24) K. Coyne (24:22) M. Keller (26:15) A. Pelkey (44:19) M. Lamoureux-Morando (53:06) H. Skarupa (54:10) A. Carpenter (59:47) | 11:0 (2:0, 5:0, 4:0) Spielbericht | Deutschland | USA Hockey Arena I, Plymouth Zuschauer: 1.872 |

#### Spiel um Platz 3
| 7. April 2017 15:35 Uhr | 7. April 2017 21:35 Uhr | Finnland P. Nieminen (0:53) R. Savolainen (16:17) V. Hovi (17:30) J. Hiirikoski (21:42) N. Tulus (29:08) S. Valkama (31:15) P. Nieminen (35:15) M. Jalosuo (39:42) | 8:0 (3:0, 5:0, 0:0) Spielbericht | Deutschland | USA Hockey Arena I, Plymouth Zuschauer: 836 |

#### Finale
| 7. April 2017 19:35 Uhr | 8. April 2017 1:35 Uhr | USA K. Bellamy (4:34) K. Bellamy (40:24) H. Knight (70:17) | 3:2 n. V. (1:1, 0:0, 1:1, 1:0) Spielbericht | Kanada M. Agosta (1:01) B. Jenner (49:44) | USA Hockey Arena I, Plymouth Zuschauer: 3.917 |

### Statistik

#### Beste Scorerinnen
Quelle: IIHF; Abkürzungen: Sp = Spiele, T = Tore, V = Assists, Pkt = Punkte, +/− = Plus/Minus, SM = Strafminuten; Fett: Turnierbestwert
| Spieler                   | Mannschaft | Sp | T | V | Pkt | +/− | SM |
| ------------------------- | ---------- | -- | - | - | --- | --- | -- |
| Kendall Coyne             | USA        | 5  | 5 | 7 | 12  | +10 | 0  |
| Brianna Decker            | USA        | 5  | 3 | 9 | 12  | +11 | 8  |
| Hilary Knight             | USA        | 5  | 4 | 5 | 9   | +10 | 0  |
| Lara Stalder              | Schweiz    | 6  | 4 | 5 | 9   | +5  | 2  |
| Susanna Tapani            | Finnland   | 6  | 3 | 6 | 9   | ±0  | 2  |
| Alina Müller              | Schweiz    | 6  | 4 | 4 | 8   | +2  | 2  |
| Aneta Lédlová             | Tschechien | 6  | 3 | 3 | 6   | +7  | 12 |
| Marie-Philip Poulin       | Kanada     | 5  | 2 | 4 | 6   | +3  | 2  |
| Amanda Kessel             | USA        | 5  | 1 | 5 | 6   | +4  | 0  |
| Monique Lamoureux-Morando | USA        | 5  | 1 | 5 | 6   | +11 | 0  |

#### Beste Torhüterinnen
Abkürzungen: Sp = Spiele, Min = Eiszeit (in Minuten), GT = Gegentore, SO = Shutouts, Sv% = gehaltene Schüsse (in %), GTS = Gegentorschnitt; Fett: Turnierbestwert
| Spieler               | Mannschaft | Sp | Min    | SaT | GT | SVS | SO | Sv%   | GTS  |
| --------------------- | ---------- | -- | ------ | --- | -- | --- | -- | ----- | ---- |
| Nicole Hensley        | USA        | 3  | 190:17 | 56  | 2  | 54  | 2  | 96,43 | 0,63 |
| Shannon Szabados      | Kanada     | 4  | 248:29 | 109 | 5  | 104 | 2  | 95,41 | 1,21 |
| Florence Schelling    | Schweiz    | 6  | 368:00 | 160 | 11 | 149 | 0  | 93,12 | 1,79 |
| Noora Räty            | Finnland   | 6  | 355:03 | 157 | 12 | 145 | 2  | 92,36 | 2,03 |
| Nadeschda Alexandrowa | Russland   | 4  | 183:18 | 70  | 6  | 64  | 0  | 91,43 | 1,96 |

### Abschlussplatzierungen
| Pl. | Team        |
| --- | ----------- |
| 1   | USA         |
| 2   | Kanada      |
| 3   | Finnland    |
| 4   | Deutschland |
| 5   | Russland    |
| 6   | Schweden    |
| 7   | Schweiz     |
| 8   | Tschechien  |

### Titel, Auf- und Abstieg
| Weltmeister USA | Kacey Bellamy, Megan Bozek, Hannah Brandt, Alex Carpenter, Kendall Coyne, Brianna Decker, Meghan Duggan, Kali Flanagan, Nicole Hensley, Megan Keller, Amanda Kessel, Hilary Knight, Jocelyne Lamoureux-Davidson, Monique Lamoureux-Morando, Gigi Marvin, Kelly Pannek, Amanda Pelkey, Emily Pfalzer, Alex Rigsby, Maddie Rooney, Haley Skarupa, Kelli Stack, Lee Stecklein Cheftrainer: Robb Stauber Assistenztrainer: Brett Strot |

| Silber Kanada | Meghan Agosta, Erin Ambrose, Bailey Bram, Emily Clark, Sarah Davis, Renata Fast, Laura Fortino, Haley Irwin, Brianne Jenner, Rebecca Johnston, Halli Krzyzaniak, Geneviève Lacasse, Jocelyne Larocque, Emerance Maschmeyer, Meaghan Mikkelson, Sarah Potomak, Marie-Philip Poulin, Lauriane Rougeau, Natalie Spooner, Laura Stacey, Shannon Szabados, Blayre Turnbull, Jennifer Wakefield Cheftrainerin: Laura Schuler Assistenztrainer: Dwayne Gylywoychuk, Troy Ryan |

| Bronze Finnland | Sanni Hakala, Jenni Hiirikoski, Venla Hovi, Mira Jalosuo, Michelle Karvinen, Sari Kärnä, Anni Keisala, Anna Kilponen, Rosa Lindstedt, Petra Nieminen, Tanja Niskanen, Emma Nuutinen, Isa Rahunen, Noora Räty, Sara Säkkinen, Ronja Savolainen, Eveliina Suonpää, Susanna Tapani, Noora Tulus, Minnamari Tuominen, Saana Valkama, Riikka Välilä, Linda Välimäki Cheftrainer: Pasi Mustonen Assistenztrainer: Tommi Pärmäkoski, Juuso Toivola |

| Aufsteiger in die Top-Division: | Japan |

### Auszeichnungen
Spielertrophäen
| Auszeichnung          | Spieler          | Team     |
| --------------------- | ---------------- | -------- |
| Beste Torhüterin      | Noora Räty       | Finnland |
| Beste Verteidigerin   | Jenni Hiirikoski | Finnland |
| Beste Stürmerin       | Brianna Decker   | USA      |
| Wertvollste Spielerin | Brianna Decker   | USA      |

All-Star-Team
| Angriff:      | Kendall Coyne – Brianna Decker – Marie-Philip Poulin |
| Verteidigung: | Jenni Hiirikoski – Monique Lamoureux-Morando         |
| Tor:          | Noora Räty                                           |

## Division I

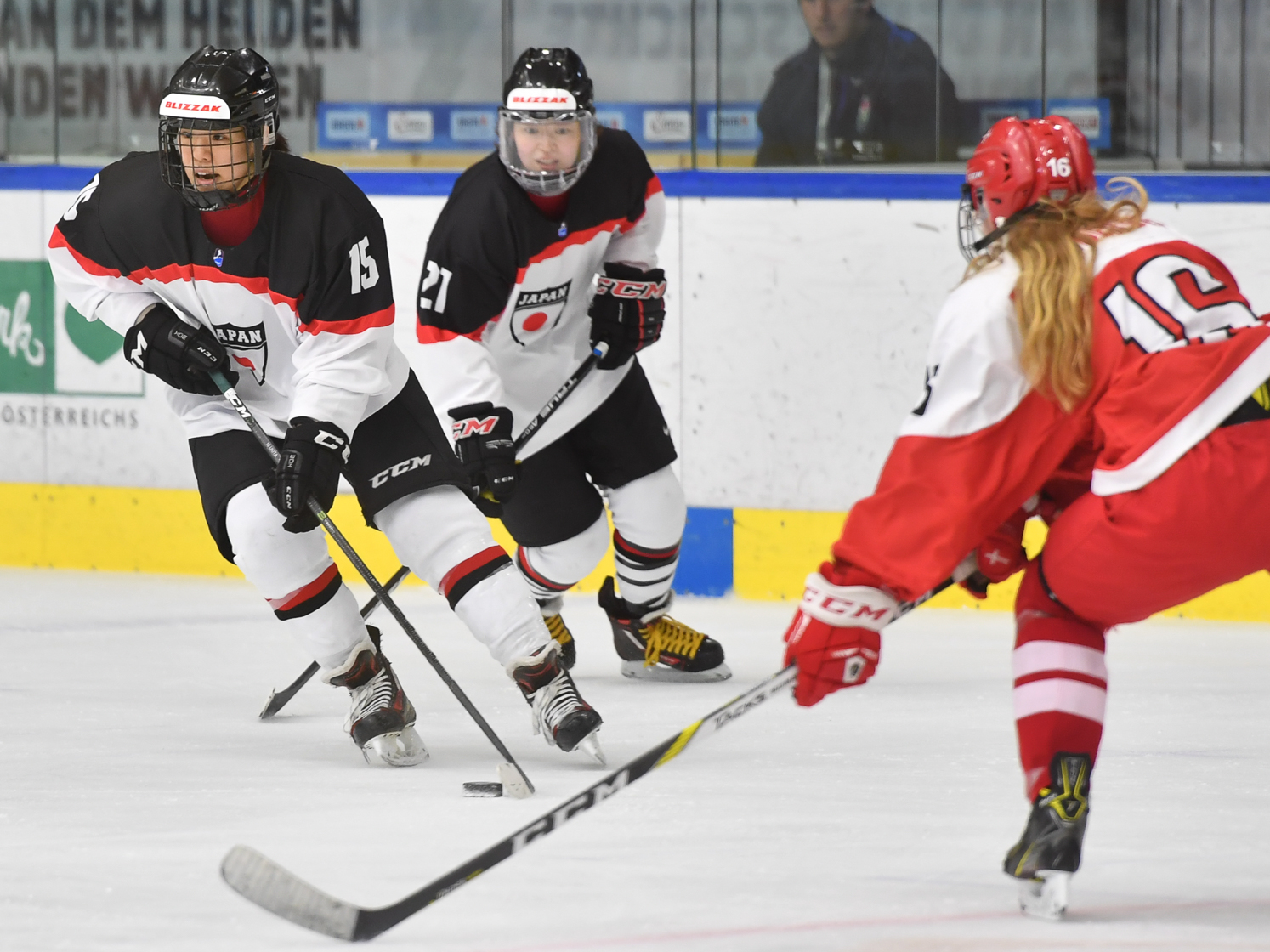
Spielszene aus der Partie zwischen Japan und Dänemark

### Gruppe A in Graz, Österreich

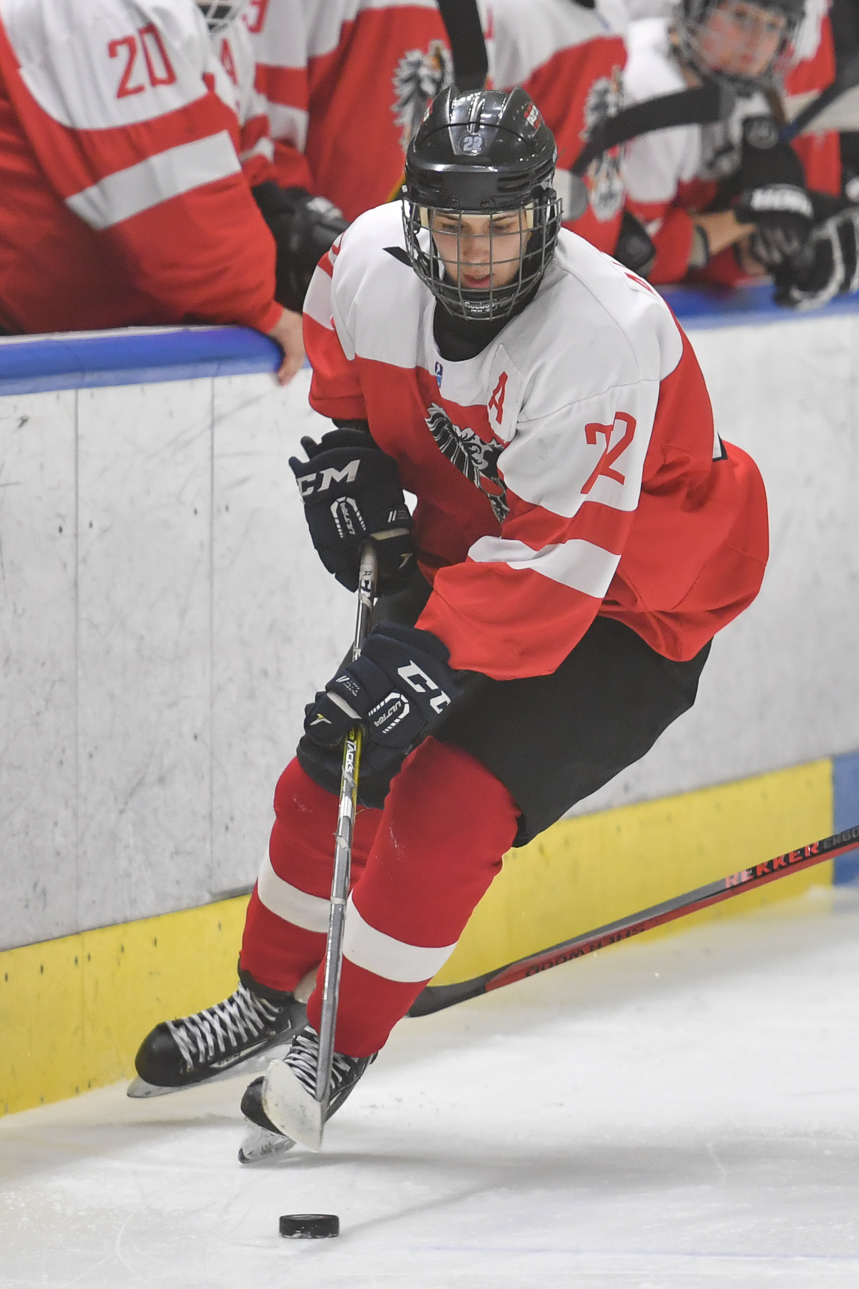
Topscorerin Denise Altmann im Spiel gegen Ungarn

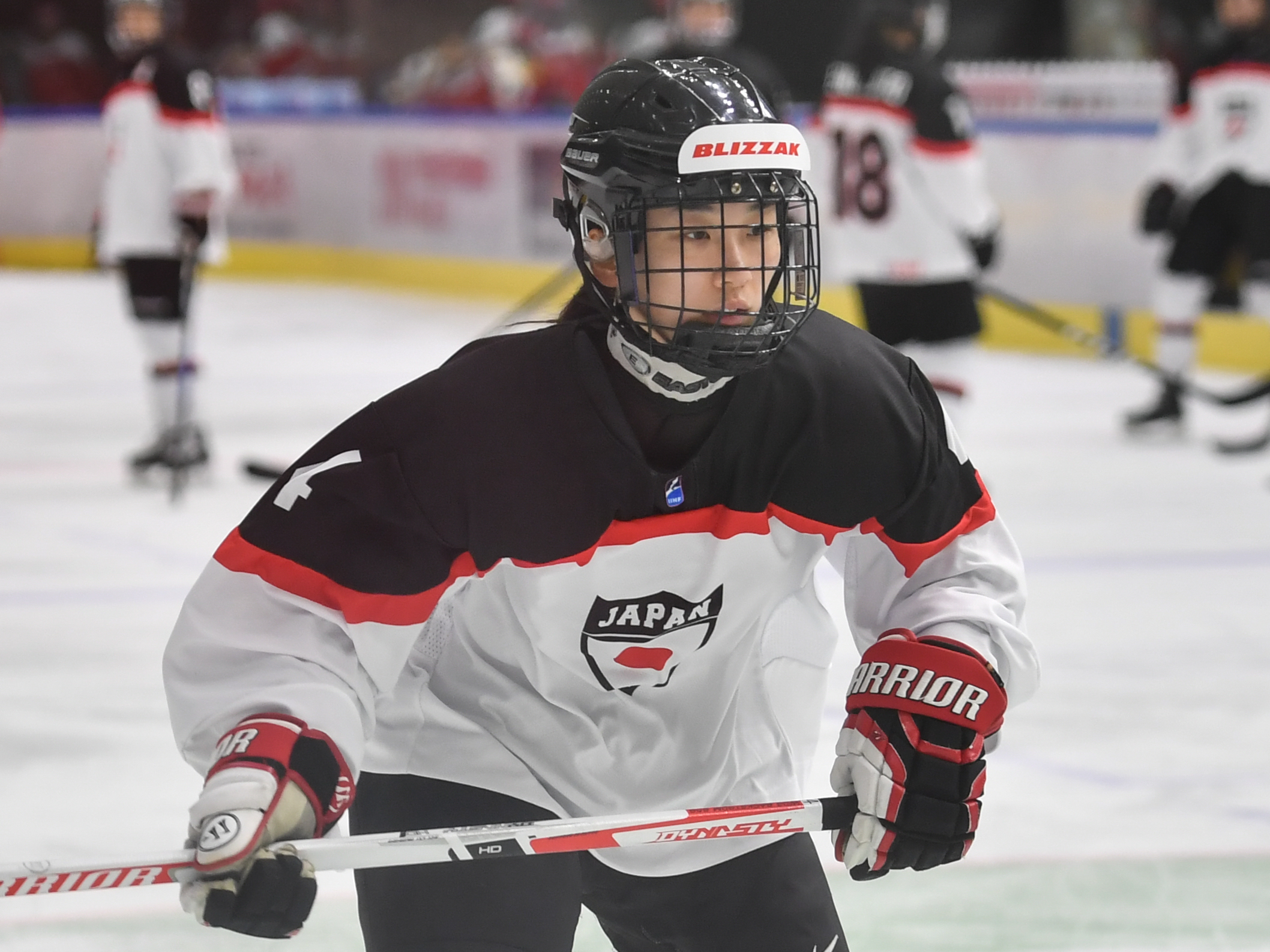
Ayaka Toko war die beste Verteidigerin des Turniers

Das Turnier der Gruppe A der Division I wurde vom 15. bis 21. April 2017 im österreichischen Graz ausgetragen. Die Spiele fanden in der 4.050 Zuschauer fassenden Merkur-Eisarena im Bezirk Liebenau statt. Insgesamt besuchten 5.454 Zuschauer die 15 Turnierspiele, was einem Schnitt von 363 pro Partie entspricht.
Wenige Wochen nach der erfolgreichen Qualifikation für das Eishockeyturnier der Olympischen Winterspiele 2018 im südkoreanischen Pyeongchang gelang Japan dank einer makellosen Bilanz von fünf Siegen in ebenso vielen Spielen bei nur vier Gegentoren die direkte Rückkehr in die Top-Division. Bereits am vorletzten Spieltag machten die Japanerinnen durch einen 4:1-Sieg über den bis dahin ebenfalls ungeschlagenen Gastgeber Österreich den Wiederaufstieg perfekt. Die Asiatinnen verwalteten dabei die zwischenzeitliche 4:0-Führung nach 28 Spielminuten souverän. Die Gastgeberinnen schlossen das Turnier auf dem zweiten Rang ab und erreichten damit – wie schon im Jahr 2015 – ihre beste Weltmeisterschaftsplatzierung überhaupt. Auch die Abstiegsfrage war schon vor dem Schlusstag entschieden. Während Aufsteiger Ungarn den Klassenerhalt durch das 1:0 über Frankreich absicherte, musste der Vorjahreszweite zunächst den Abstieg in die Gruppe B der Division I hinnehmen. Dort hatten sie zuletzt im Jahr 2013 gespielt. Frankreich verlor alle fünf Spiele und erzielte lediglich einen Treffer. Aufgrund der sukzessiven Aufstockung der Top-Division auf zehn Mannschaften und der damit verbundenen Auffüllung der unteren Divisionen verblieben die Französinnen aber nachträglich in der Gruppe A der Division I.
| 15. April 2017 13:00 Uhr (Ortszeit) | Dänemark M. Brix (19:58) | 1:0 (1:0, 0:0, 0:0) Spielbericht | Frankreich | Merkur-Eisarena, Graz Zuschauer: 52 |

| 15. April 2017 16:30 Uhr | Ungarn | 0:1 (0:1, 0:0, 0:0) Spielbericht | Japan A. Toko (6:51) | Merkur-Eisarena, Graz Zuschauer: 228 |

| 15. April 2017 20:00 Uhr | Norwegen A. Dalen (6:21) M. Haug Hansen (18:33) M. Sirum (46:12) A. Dalen (58:42) | 4:6 (2:2, 0:2, 2:2) Spielbericht | Österreich C. Wittich (1:12) M. Vlcek (4:49) D. Altmann (28:40) D. Altmann (38:27) C. Wittich (40:57) E. Beiter-Schwärzler (48:53) | Merkur-Eisarena, Graz Zuschauer: 669 |

| 16. April 2017 13:00 Uhr | Japan C. Ōsawa (9:23) R. Ukita (33:40) A. Nakamura (41:56) | 3:0 (1:0, 1:0, 1:0) Spielbericht | Dänemark | Merkur-Eisarena, Graz Zuschauer: 72 |

| 16. April 2017 16:30 Uhr | Frankreich | 0:3 (0:1, 0:1, 0:1) Spielbericht | Norwegen M. Haug Hansen (7:36) A. Furulund (33:46) L. Tendenes (47:57) | Merkur-Eisarena, Graz Zuschauer: 107 |

| 16. April 2017 20:00 Uhr | Österreich A. Hanser (11:14) T. Schafzahl (22:40) D. Altmann (36:18) D. Altmann (46:09) | 4:2 (1:1, 2:1, 1:0) Spielbericht | Ungarn F. Gasparics (3:11) R. Dabasi (31:14) | Merkur-Eisarena, Graz Zuschauer: 618 |

| 18. April 2017 13:00 Uhr | Japan C. Ōsawa (9:07) A. Hosoyamada (19:21) A. Hosoyamada (34:38) M. Shishiuchi (38:31) A. Hosoyamada (59:06) | 5:3 (2:2, 2:0, 1:0) Spielbericht | Norwegen M. Haug Hansen (3:13) L. Bialik Øien (8:51) M. Haug Hansen (41:56) | Merkur-Eisarena, Graz Zuschauer: 87 |

| 18. April 2017 16:30 Uhr | Ungarn K. Jókai Szilágyi (7:52) F. Gasparics (59:05) | 2:0 (1:0, 0:0, 1:0) Spielbericht | Dänemark | Merkur-Eisarena, Graz Zuschauer: 132 |

| 18. April 2017 20:00 Uhr | Frankreich L. Escudero (35:33) | 1:3 (0:0, 1:2, 0:1) Spielbericht | Österreich D. Altmann (26:44) J. Weber (39:14) A. Meixner (44:21) | Merkur-Eisarena, Graz Zuschauer: 603 |

| 20. April 2017 13:00 Uhr | Frankreich | 0:1 (0:0, 0:1, 0:0) Spielbericht | Ungarn A. Huszák (23:02) | Merkur-Eisarena, Graz Zuschauer: 84 |

| 20. April 2017 16:30 Uhr | Dänemark A. Andersen (9:41) M. Brix (17:32) L. Friis-Hansen (42:32) | 3:1 (2:1, 0:0, 1:0) Spielbericht | Norwegen V. Løvdal (14:22) | Merkur-Eisarena, Graz Zuschauer: 127 |

| 20. April 2017 20:00 Uhr | Österreich E. Beiter-Schwärzler (35:32) | 1:4 (0:2, 1:2, 0:0) Spielbericht | Japan H. Kubo (11:36) H. Kubo (16:22) M. Fujimoto (23:45) S. Suzuki (27:04) | Merkur-Eisarena, Graz Zuschauer: 1.138 |

| 21. April 2017 13:00 Uhr | Norwegen I. Morset (4:04) L. Bialik Øien (14:58) A. Dalen (17:17) S. Holøs (40:24) M. Sirum (41:20) A. Dalen (52:01) | 6:0 (3:0, 0:0, 3:0) Spielbericht | Ungarn | Merkur-Eisarena, Graz Zuschauer: 108 |

| 21. April 2017 16:30 Uhr | Japan S. Ono (2:45) Y. Enomoto (5:41) H. Kubo (12:07) H. Toko (38:25) | 4:0 (3:0, 1:0, 0:0) Spielbericht | Frankreich | Merkur-Eisarena, Graz Zuschauer: 87 |

| 21. April 2017 20:00 Uhr | Österreich D. Altmann (32:32) T. Grascher (33:01) A. Meixner (34:25) T. Schafzahl (36:58) A. Meixner (40:54) D. Altmann (50:03) | 6:1 (0:1, 4:0, 2:0) Spielbericht | Dänemark S. Glud (2:14) | Merkur-Eisarena, Graz Zuschauer: 1.342 |

| Pl. |            | Sp | S | OTS | OTN | N | Tore  | Punkte |
| 1.  | Japan      | 5  | 5 | 0   | 0   | 0 | 17:04 | 15     |
| 2.  | Österreich | 5  | 4 | 0   | 0   | 1 | 20:12 | 12     |
| 3.  | Norwegen   | 5  | 2 | 0   | 0   | 3 | 17:14 | 6      |
| 4.  | Dänemark   | 5  | 2 | 0   | 0   | 3 | 05:12 | 6      |
| 5.  | Ungarn     | 5  | 2 | 0   | 0   | 3 | 05:11 | 6      |
| 6.  | Frankreich | 5  | 0 | 0   | 0   | 5 | 01:12 | 0      |

Abkürzungen: Pl. = Platz, Sp = Spiele, S = Siege, OTS = Siege nach Verlängerung (Overtime) oder Penaltyschießen, OTN = Niederlagen nach Verlängerung oder Penaltyschießen, N = Niederlagen

Erläuterungen: Aufsteiger in die Top-Division

#### Division-IA-Siegermannschaft
| Division-IA-Aufsteiger Japan | Yurie Adachi, Yoshino Enomoto, Moeko Fujimoto, Nana Fujimoto, Mika Hori, Akane Hosoyamada, Shiori Koike, Akane Konishi, Hanae Kubo, Runa Moritake, Ami Nakamura, Shōko Ono, Chiho Ōsawa, Aoi Shiga, Miho Shishiuchi, Sena Suzuki, Aina Takeuchi, Naho Terashima, Ayaka Toko, Haruka Toko, Rui Ukita, Haruna Yoneyama Cheftrainer: Takeshi Yamanaka Assistenztrainer: Masahito Haruna, Yuji Iizuka |

### Gruppe B in Katowice, Polen
Das Turnier der Gruppe B der Division I wurde vom 8. bis 14. April 2017 im polnischen Katowice ausgetragen. Die Spiele fanden in der 1.417 Zuschauer fassenden Lodowisko Jantor statt. Insgesamt besuchten 4.623 Zuschauer die 15 Turnierspiele, was einem Schnitt von 308 pro Partie entspricht.
Nach dem Abstieg im Vorjahr gelang der Slowakei trotz einer Niederlage gegen Kasachstan am vierten Turniertag der direkte Wiederaufstieg in die Gruppe A der Division I. Sowohl die Slowakei als auch Lettland starteten souverän in das Turnier. Jedoch überraschten die Kasachinnen – nach zwei Auftaktniederlagen zu Beginn – am dritten und vierten Spieltag mit jeweiligen Siegen gegen die beiden Turnierfavoriten und sicherte sich schließlich den zweiten Rang. Der abschließende Turniertag sah damit das Duell zwischen der Slowakei und Lettland, das die Slowakinnen jedoch souverän mit 8:0 für sich entschieden und in die Gruppe A zurückkehrten. Den Abstieg in die Gruppe A der Division II musste zunächst Aufsteiger Polen hinnehmen, der trotz des Heimvorteils lediglich zwei Punkte verbuchen konnte. Ausschlaggebend war die Niederlage im direkten Duell mit Italien und der verpasste Sieg gegen die Volksrepublik China im letzten Spiel des Wettbewerbs. Aufgrund der sukzessiven Aufstockung der Top-Division auf zehn Mannschaften und der damit verbundenen Auffüllung der unteren Divisionen verblieben die Polinnen aber nachträglich in der Gruppe B der Division I.
| 8. April 2017 13:00 Uhr (Ortszeit) | Italien | 1:4 (0:2, 1:1, 0:1) Spielbericht | Lettland | Lodowisko Jantor, Katowice Zuschauer: 65 |

| 8. April 2017 16:30 Uhr | Volksrepublik China | 2:0 (1:0, 0:0, 1:0) Spielbericht | Kasachstan | Lodowisko Jantor, Katowice Zuschauer: 85 |

| 8. April 2017 20:00 Uhr | Polen | 2:7 (0:1, 2:4, 0:2) Spielbericht | Slowakei | Lodowisko Jantor, Katowice Zuschauer: 850 |

| 9. April 2017 13:00 Uhr | Lettland | 3:2 (1:0, 1:2, 1:0) Spielbericht | Volksrepublik China | Lodowisko Jantor, Katowice Zuschauer: 87 |

| 9. April 2017 16:30 Uhr | Slowakei | 3:2 (3:1, 0:0, 0:1) Spielbericht | Italien | Lodowisko Jantor, Katowice Zuschauer: 121 |

| 9. April 2017 20:00 Uhr | Kasachstan | 3:4 n. P. (2:1, 0:2, 1:0, 0:0, 0:1) Spielbericht | Polen | Lodowisko Jantor, Katowice Zuschauer: 851 |

| 11. April 2017 13:00 Uhr | Slowakei | 2:1 (2:0, 0:0, 0:1) Spielbericht | Volksrepublik China | Lodowisko Jantor, Katowice Zuschauer: 134 |

| 11. April 2017 16:30 Uhr | Lettland | 1:2 (0:0, 1:0, 0:2) Spielbericht | Kasachstan | Lodowisko Jantor, Katowice Zuschauer: 50 |

| 11. April 2017 20:00 Uhr | Polen | 1:3 (0:2, 0:1, 1:0) Spielbericht | Italien | Lodowisko Jantor, Katowice Zuschauer: 680 |

| 12. April 2017 13:00 Uhr | Kasachstan | 4:2 (1:0, 0:1, 3:1) Spielbericht | Slowakei | Lodowisko Jantor, Katowice Zuschauer: 56 |

| 12. April 2017 16:30 Uhr | Italien | 1:2 n. P. (0:0, 0:1, 1:0, 0:0, 0:1) Spielbericht | Volksrepublik China | Lodowisko Jantor, Katowice Zuschauer: 80 |

| 12. April 2017 20:00 Uhr | Lettland | 5:4 (3:1, 1:2, 1:1) Spielbericht | Polen | Lodowisko Jantor, Katowice Zuschauer: 540 |

| 14. April 2017 13:00 Uhr | Kasachstan | 2:1 (1:0, 1:1, 0:0) Spielbericht | Italien | Lodowisko Jantor, Katowice Zuschauer: 80 |

| 14. April 2017 16:30 Uhr | Slowakei | 8:0 (1:0, 4:0, 3:0) Spielbericht | Lettland | Lodowisko Jantor, Katowice Zuschauer: 124 |

| 14. April 2017 20:00 Uhr | Volksrepublik China | 6:0 (1:0, 4:0, 1:0) Spielbericht | Polen | Lodowisko Jantor, Katowice Zuschauer: 820 |

| Pl. |                     | Sp | S | OTS | OTN | N | Tore  | Punkte |
| 1.  | Slowakei            | 5  | 4 | 0   | 0   | 1 | 22:09 | 12     |
| 2.  | Kasachstan          | 5  | 3 | 0   | 1   | 1 | 11:10 | 10     |
| 3.  | Lettland            | 5  | 3 | 0   | 0   | 2 | 13:17 | 9      |
| 4.  | Volksrepublik China | 5  | 2 | 1   | 0   | 2 | 13:06 | 8      |
| 5.  | Italien             | 5  | 1 | 0   | 1   | 3 | 08:12 | 4      |
| 6.  | Polen               | 5  | 0 | 1   | 0   | 4 | 11:24 | 2      |

Abkürzungen: Pl. = Platz, Sp = Spiele, S = Siege, OTS = Siege nach Verlängerung (Overtime) oder Penaltyschießen, OTN = Niederlagen nach Verlängerung oder Penaltyschießen, N = Niederlagen

Erläuterungen: Aufsteiger in die Division IA

### Auf- und Abstieg
| Aufsteiger in die Top-Division: | Japan    |
| Aufsteiger in die Division IA:  | Slowakei |
| Aufsteiger in die Division IB:  | Südkorea |

## Division II

### Gruppe A in Gangneung, Südkorea

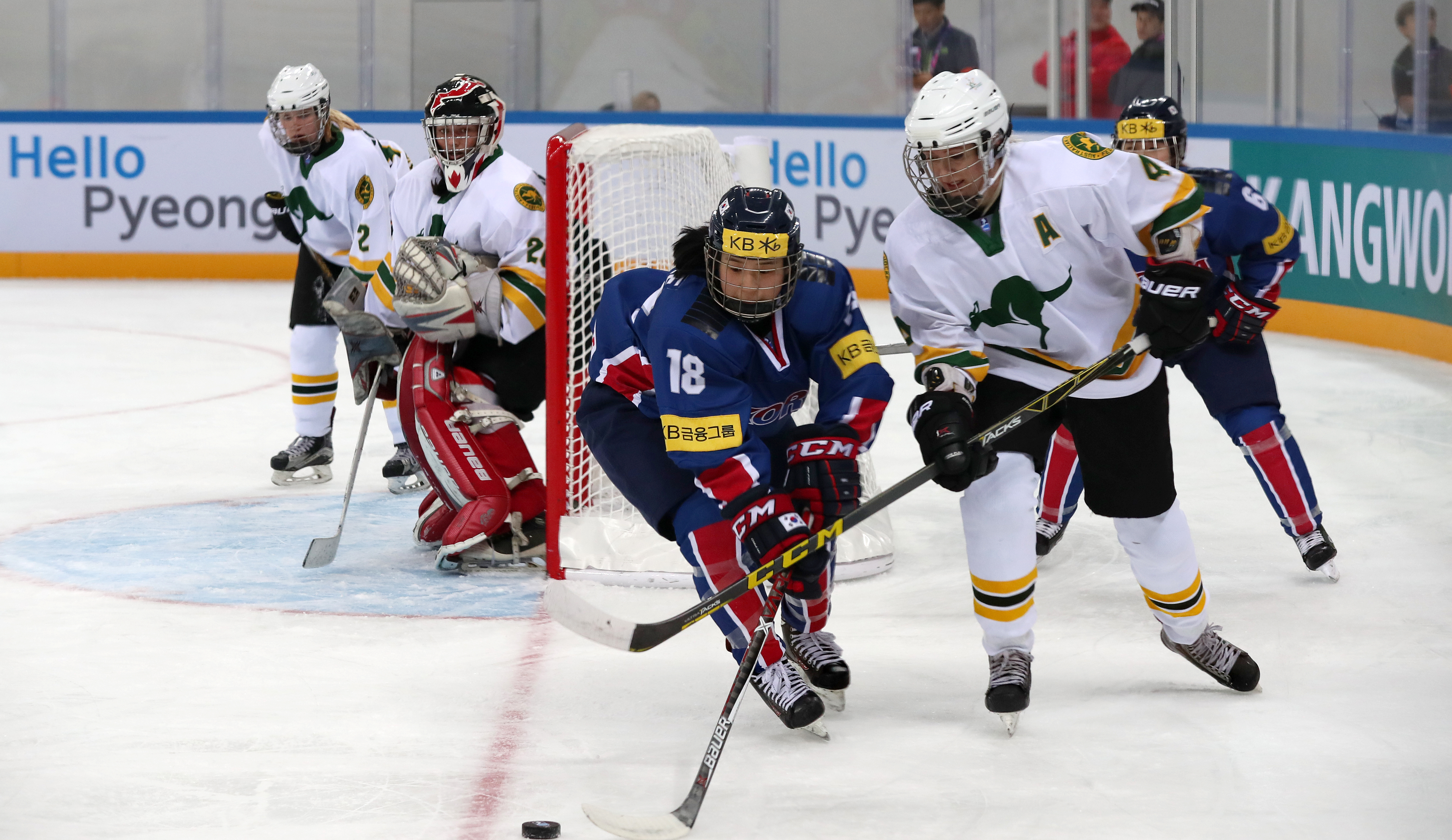
Spielszene aus der Partie zwischen Südkorea und Australien

Das Turnier der Gruppe A der Division II wurde vom 2. bis 8. April 2017 im südkoreanischen Gangneung ausgetragen. Die Spiele fanden im 10.000 Zuschauer fassenden Gangneung Hockey Centre sowie dem 6.000 Zuschauer fassenden Kwandong Hockey Centre statt. Beide Stadien dienen bei den Olympischen Winterspielen 2018 in Pyeongchang als Wettkampfstätten für die olympischen Eishockeyturniere der Herren und Frauen. Sie wurden durch die Vergabe an den südkoreanischen Eishockeyverband Korea Ice Hockey Association – wie auch beim parallel ausgetragenen Turnier der Division IIA der U18-Junioren-Weltmeisterschaft 2017 – im Rahmen der Welttitelkämpfe einem ersten Test nach der Fertigstellung der Arenen im Jahr 2016 unterzogen. Insgesamt besuchten 20.611 Zuschauer die 15 Turnierspiele, was einem Schnitt von 1.374 pro Partie entspricht.
Mit dem Heimvorteil im Rücken gelang Südkorea der erstmalige Aufstieg in die Gruppe B der Division I. Sowohl Vorjahresabsteiger Niederlande als auch Südkorea gingen ungeschlagen in den letzten Turniertag, an dem die Gastgeberinnen das direkte Duell mit 2:0 gewannen und sich somit den Turniersieg sicherten. Die Ermittlung des Absteigers dauerte bis zum letzten Turnierspiel an. Gleich drei Mannschaften – Slowenien, Aufsteiger Australien und Nordkorea – waren vor dem letzten Spieltag noch vom Abstieg bedroht. Nordkorea siegte zunächst gegen Slowenien und hielt damit die Klasse. Da die Britinnen aber Australien schlugen, mussten diese zunächst den sofortigen Wiederabstieg in die Gruppe B der Division II hinnehmen. Zwar schlossen die Australierinnen das Turnier punktgleich mit Slowenien ab, jedoch hatten die Europäerinnen den direkten Vergleich am zweiten Spieltag mit 3:0 für sich entschieden. Aufgrund der sukzessiven Aufstockung der Top-Division auf zehn Mannschaften und der damit verbundenen Auffüllung der unteren Divisionen verblieben die Australierinnen aber nachträglich in der Gruppe A der Division II.
| 2. April 2017 12:00 Uhr (Ortszeit) | 2. April 2017 5:00 Uhr (MESZ) | Australien | 2:1 (1:1, 0:0, 1:0) Spielbericht | Nordkorea | Gangneung Hockey Centre, Gangneung Zuschauer: 1.923 |

| 2. April 2017 16:30 Uhr | 2. April 2017 9:30 Uhr | Großbritannien | 4:5 (0:1, 3:3, 1:1) Spielbericht | Niederlande | Kwandong Hockey Centre, Gangneung Zuschauer: 409 |

| 2. April 2017 21:00 Uhr | 2. April 2017 14:00 Uhr | Südkorea | 5:1 (1:1, 2:0, 2:0) Spielbericht | Slowenien | Kwandong Hockey Centre, Gangneung Zuschauer: 1.096 |

| 3. April 2017 16:30 Uhr | 3. April 2017 9:30 Uhr | Niederlande | 4:2 (1:0, 2:2, 1:0) Spielbericht | Nordkorea | Kwandong Hockey Centre, Gangneung Zuschauer: 1.048 |

| 3. April 2017 21:00 Uhr | 3. April 2017 14:00 Uhr | Slowenien | 3:0 (2:0, 1:0, 0:0) Spielbericht | Australien | Gangneung Hockey Centre, Gangneung Zuschauer: 247 |

| 3. April 2017 21:00 Uhr | 3. April 2017 14:00 Uhr | Südkorea | 3:1 (2:0, 0:1, 1:0) Spielbericht | Großbritannien | Kwandong Hockey Centre, Gangneung Zuschauer: 1.228 |

| 5. April 2017 12:00 Uhr | 5. April 2017 5:00 Uhr | Niederlande | 5:1 (2:1, 2:0, 1:0) Spielbericht | Slowenien | Kwandong Hockey Centre, Gangneung Zuschauer: 851 |

| 5. April 2017 16:30 Uhr | 5. April 2017 9:30 Uhr | Großbritannien | 2:3 n. V. (0:0, 0:1, 2:1, 0:1) Spielbericht | Nordkorea | Gangneung Hockey Centre, Gangneung Zuschauer: 1.627 |

| 5. April 2017 21:00 Uhr | 5. April 2017 14:00 Uhr | Südkorea | 8:1 (2:0, 5:0, 1:1) Spielbericht | Australien | Kwandong Hockey Centre, Gangneung Zuschauer: 1.042 |

| 6. April 2017 16:30 Uhr | 6. April 2017 9:30 Uhr | Slowenien | 2:8 (0:4, 0:3, 2:1) Spielbericht | Großbritannien | Kwandong Hockey Centre, Gangneung Zuschauer: 396 |

| 6. April 2017 21:00 Uhr | 6. April 2017 14:00 Uhr | Australien | 1:3 (0:2, 1:1, 0:0) Spielbericht | Niederlande | Kwandong Hockey Centre, Gangneung Zuschauer: 367 |

| 6. April 2017 21:00 Uhr | 6. April 2017 14:00 Uhr | Nordkorea | 0:3 (0:2, 0:1, 0:0) Spielbericht | Südkorea | Gangneung Hockey Centre, Gangneung Zuschauer: 5.800 |

| 8. April 2017 12:00 Uhr | 8. April 2017 5:00 Uhr | Nordkorea | 4:2 (0:2, 2:0, 2:0) Spielbericht | Slowenien | Kwandong Hockey Centre, Gangneung Zuschauer: 1.539 |

| 8. April 2017 16:30 Uhr | 8. April 2017 9:30 Uhr | Niederlande | 0:2 (0:0, 0:1, 0:1) Spielbericht | Südkorea | Kwandong Hockey Centre, Gangneung Zuschauer: 2.482 |

| 8. April 2017 21:00 Uhr | 8. April 2017 14:00 Uhr | Großbritannien | 5:3 (2:1, 1:2, 2:0) Spielbericht | Australien | Kwandong Hockey Centre, Gangneung Zuschauer: 556 |

| Pl. |                | Sp | S | OTS | OTN | N | Tore  | Punkte |
| 1.  | Südkorea       | 5  | 5 | 0   | 0   | 0 | 21:03 | 15     |
| 2.  | Niederlande    | 5  | 4 | 0   | 0   | 1 | 17:10 | 12     |
| 3.  | Großbritannien | 5  | 2 | 0   | 1   | 2 | 20:16 | 7      |
| 4.  | Nordkorea      | 5  | 1 | 1   | 0   | 3 | 10:13 | 5      |
| 5.  | Slowenien      | 5  | 1 | 0   | 0   | 4 | 09:22 | 3      |
| 6.  | Australien     | 5  | 1 | 0   | 0   | 4 | 07:20 | 3      |

Abkürzungen: Pl. = Platz, Sp = Spiele, S = Siege, OTS = Siege nach Verlängerung (Overtime) oder Penaltyschießen, OTN = Niederlagen nach Verlängerung oder Penaltyschießen, N = Niederlagen

Erläuterungen: Aufsteiger in die Division IB

### Gruppe B in Akureyri, Island
Das Turnier der Gruppe B der Division II wurde vom 27. Februar bis 5. März 2017 im isländischen Akureyri ausgetragen. Die Spiele fanden in der Skautahöllin á Akureyri statt. Insgesamt besuchten 3.429 Zuschauer die 15 Turnierspiele, was einem Schnitt von 228 pro Partie entspricht.
Nachdem Kroatien als letztjähriger Absteiger aus der Division IIA nicht für das Turnier gemeldet hatte, verblieb die Türkei als sportlicher Absteiger des Vorjahres in der Division IIB. Aufgrund der Ergebnisse waren die Entscheidungen über den Auf- und Abstieg bereits fünf Spiele vor Turnierende und somit vor dem letzten Spieltag gefallen. Das Team aus Mexiko, das im Vorjahr noch auf dem vierten Rang platziert gewesen war, stieg erstmals in die Division IIA auf. Den Gang in die Qualifikation zur Division IIB musste zunächst der Vorjahresaufsteiger Rumänien antreten. Aufgrund der sukzessiven Aufstockung der Top-Division auf zehn Mannschaften und der damit verbundenen Auffüllung der unteren Divisionen verblieben die Rumäninnen aber nachträglich in der Gruppe B der Division II.
| 27. Februar 2017 13:00 Uhr (Ortszeit) | Türkei | 3:5 (1:3, 1:2, 1:0) Spielbericht | Neuseeland | Skautahöllin, Akureyri Zuschauer: 164 |

| 27. Februar 2017 16:30 Uhr | Mexiko | 3:1 (2:0, 0:1, 1:0) Spielbericht | Spanien | Skautahöllin, Akureyri Zuschauer: 280 |

| 27. Februar 2017 20:00 Uhr | Island | 7:2 (3:0, 1:0, 3:2) Spielbericht | Rumänien | Skautahöllin, Akureyri Zuschauer: 420 |

| 28. Februar 2017 13:00 Uhr | Spanien | 3:2 n. V. (2:2, 0:0, 0:0, 1:0) Spielbericht | Neuseeland | Skautahöllin, Akureyri Zuschauer: 100 |

| 28. Februar 2017 16:30 Uhr | Rumänien | 4:6 (2:3, 1:2, 1:1) Spielbericht | Türkei | Skautahöllin, Akureyri Zuschauer: 80 |

| 28. Februar 2017 20:00 Uhr | Island | 2:4 (1:1, 1:1, 0:2) Spielbericht | Mexiko | Skautahöllin, Akureyri Zuschauer: 350 |

| 2. März 2017 13:00 Uhr | Spanien | 8:1 (1:1, 1:0, 6:0) Spielbericht | Rumänien | Skautahöllin, Akureyri Zuschauer: 60 |

| 2. März 2017 16:30 Uhr | Mexiko | 1:0 (0:0, 1:0, 0:0) Spielbericht | Neuseeland | Skautahöllin, Akureyri Zuschauer: 95 |

| 2. März 2017 20:00 Uhr | Island | 6:0 (4:0, 0:0, 2:0) Spielbericht | Türkei | Skautahöllin, Akureyri Zuschauer: 470 |

| 3. März 2017 13:00 Uhr | Rumänien | 0:6 (0:3, 0:1, 0:2) Spielbericht | Mexiko | Skautahöllin, Akureyri Zuschauer: 21 |

| 3. März 2017 16:30 Uhr | Türkei | 0:11 (0:2, 0:5, 0:4) Spielbericht | Spanien | Skautahöllin, Akureyri Zuschauer: 34 |

| 3. März 2017 20:00 Uhr | Neuseeland | 4:3 (1:0, 1:3, 2:0) Spielbericht | Island | Skautahöllin, Akureyri Zuschauer: 578 |

| 5. März 2017 13:00 Uhr | Mexiko | 5:6 (2:0, 3:4, 0:2) Spielbericht | Türkei | Skautahöllin, Akureyri Zuschauer: 52 |

| 5. März 2017 16:30 Uhr | Neuseeland | 9:3 (1:0, 4:3, 4:0) Spielbericht | Rumänien | Skautahöllin, Akureyri Zuschauer: 43 |

| 5. März 2017 20:00 Uhr | Spanien | 3:1 (2:0, 1:0, 0:1) Spielbericht | Island | Skautahöllin, Akureyri Zuschauer: 682 |

| Pl. |            | Sp | S | OTS | OTN | N | Tore  | Punkte |
| 1.  | Mexiko     | 5  | 4 | 0   | 0   | 1 | 19:09 | 12     |
| 2.  | Spanien    | 5  | 3 | 1   | 0   | 1 | 26:07 | 11     |
| 3.  | Neuseeland | 5  | 3 | 0   | 1   | 1 | 20:13 | 10     |
| 4.  | Island     | 5  | 2 | 0   | 0   | 3 | 19:13 | 6      |
| 5.  | Türkei     | 5  | 2 | 0   | 0   | 3 | 15:31 | 6      |
| 6.  | Rumänien   | 5  | 0 | 0   | 0   | 5 | 10:36 | 0      |

Abkürzungen: Pl. = Platz, Sp = Spiele, S = Siege, OTS = Siege nach Verlängerung (Overtime) oder Penaltyschießen, OTN = Niederlagen nach Verlängerung oder Penaltyschießen, N = Niederlagen

Erläuterungen: Aufsteiger in die Division IIA

### Auf- und Abstieg
| Aufsteiger in die Division IB:  | Südkorea                |
| Aufsteiger in die Division IIA: | Mexiko                  |
| Aufsteiger in die Division IIB: | Republik China (Taiwan) |

## Qualifikation zur Division IIB
Die Qualifikation zur Gruppe B der Division II wurde vom 12. bis 17. Dezember 2016 in Taipeh, der Hauptstadt der Republik China (Taiwan), ausgetragen. Die Spiele fanden im 800 Zuschauer fassenden Annex Ice Rink statt. Insgesamt besuchten 4.869 Zuschauer die zehn Turnierspiele, was einem Schnitt von 486 pro Partie entspricht.
Als Sieger und damit Aufsteiger in die Gruppe B der Division II ging der Gastgeber aus der Republik China (Taiwan) hervor. Nach zwei Erfolgen im Rahmen des IIHF Women’s Challenge Cup of Asia blieben die Asiatinnen auch bei ihrer dritten Teilnahme an einem internationalen Turnier unbesiegt und sicherten sich durch einen abschließenden Sieg über Belgien den Turniererfolg.
| 12. Dezember 2016 15:30 Uhr (Ortszeit) | 12. Dezember 2016 8:30 Uhr (MEZ) | Belgien | 8:1 (3:0, 3:0, 2:1) Spielbericht | Südafrika | Annex Ice Rink, Taipeh Zuschauer: 297 |

| 12. Dezember 2016 19:00 Uhr | 12. Dezember 2016 12:00 Uhr | Republik China (Taiwan) | 13:0 (4:0, 5:0, 4:0) Spielbericht | Bulgarien | Annex Ice Rink, Taipeh Zuschauer: 612 |

| 13. Dezember 2016 15:30 Uhr | 13. Dezember 2016 8:30 Uhr | Hongkong | 0:7 (0:1, 0:4, 0:2) Spielbericht | Belgien | Annex Ice Rink, Taipeh Zuschauer: 352 |

| 13. Dezember 2016 19:00 Uhr | 13. Dezember 2016 12:00 Uhr | Südafrika | 1:7 (0:2, 0:4, 1:1) Spielbericht | Republik China (Taiwan) | Annex Ice Rink, Taipeh Zuschauer: 479 |

| 15. Dezember 2016 15:30 Uhr | 15. Dezember 2016 8:30 Uhr | Südafrika | 11:0 (3:0, 3:0, 5:0) Spielbericht | Bulgarien | Annex Ice Rink, Taipeh Zuschauer: 238 |

| 15. Dezember 2016 19:00 Uhr | 15. Dezember 2016 12:00 Uhr | Republik China (Taiwan) | 10:1 (3:1, 4:0, 3:0) Spielbericht | Hongkong | Annex Ice Rink, Taipeh Zuschauer: 635 |

| 16. Dezember 2016 15:30 Uhr | 16. Dezember 2016 8:30 Uhr | Bulgarien | 0:6 (0:0, 0:3, 0:3) Spielbericht | Belgien | Annex Ice Rink, Taipeh Zuschauer: 382 |

| 16. Dezember 2016 19:00 Uhr | 16. Dezember 2016 12:00 Uhr | Hongkong | 0:9 (0:4, 0:3, 0:2) Spielbericht | Südafrika | Annex Ice Rink, Taipeh Zuschauer: 577 |

| 17. Dezember 2016 15:30 Uhr | 17. Dezember 2016 8:30 Uhr | Bulgarien | 6:2 (0:1, 4:1, 2:0) Spielbericht | Hongkong | Annex Ice Rink, Taipeh Zuschauer: 485 |

| 17. Dezember 2016 19:00 Uhr | 17. Dezember 2016 12:00 Uhr | Belgien | 1:2 (0:0, 1:2, 0:0) Spielbericht | Republik China (Taiwan) | Annex Ice Rink, Taipeh Zuschauer: 812 |

| Pl. |                         | Sp | S | OTS | OTN | N | Tore  | Punkte |
| 1.  | Republik China (Taiwan) | 4  | 4 | 0   | 0   | 0 | 32:03 | 12     |
| 2.  | Belgien                 | 4  | 3 | 0   | 0   | 1 | 22:03 | 9      |
| 3.  | Südafrika               | 4  | 2 | 0   | 0   | 2 | 22:15 | 6      |
| 4.  | Bulgarien               | 4  | 1 | 0   | 0   | 3 | 06:32 | 3      |
| 5.  | Hongkong                | 4  | 0 | 0   | 0   | 4 | 03:32 | 0      |

Abkürzungen: Pl. = Platz, Sp = Spiele, S = Siege, OTS = Siege nach Verlängerung (Overtime) oder Penaltyschießen, OTN = Niederlagen nach Verlängerung oder Penaltyschießen, N = Niederlagen

Erläuterungen: Aufsteiger in die Division IIB

### Auf- und Abstieg
| Aufsteiger in die Division IIB: | Republik China (Taiwan) |

## Sonstiges
Dem Turnier war ein Streik der US-amerikanischen Mannschaft wegen finanzieller Benachteiligung und mangelnder Nachwuchsförderung im Vergleich zu männlichen Spielern vorausgegangen. Mit dem zuständigen Verband konnte aber noch vor dem Beginn der Weltmeisterschaft ein Vergleich erzielt werden.